# Hindersholmen, Sibbo
Hindersholmen är en ö i Finland. Den ligger i Finska viken och i kommunen Sibbo i den ekonomiska regionen  Helsingfors i landskapet Nyland, i den södra delen av landet. Ön ligger omkring 25 kilometer öster om Helsingfors.
Öns area är 6,2 hektar och dess största längd är 470 meter i nord-sydlig riktning. Ön höjer sig omkring 25 meter över havsytan.